# Морские бои в Манильском заливе
Морские бои в Манильском заливе — серия из пяти морских сражений в водах Манильского залива (Филиппины) в 1646 году между флотами Испании и Голландской республики в рамках Восьмидесятилетней войны. Испанские силы, поддержанные филиппинскими добровольцами, включали всего два, а позже три манильских галеона, галеру и четыре бригантины, а им противостоял голландский флот из 19 военных кораблей, разделенных на три эскадры. Тяжелый урон, нанесенный голландским кораблям, заставил их отказаться от вторжения на Филиппины. Победу над голландскими захватчиками испанцы и филиппинцы связали с заступничеством Девы Марии. 9 апреля 1652 года победы в пяти морских сражениях были объявлены чудом архиепископом Манилы после тщательного канонического расследования, что стало поводом к традиционным торжествам в честь Пресвятой Богоматери Манильской.

## Предыстория

### Ранние испанско-голландские конфликты на Филиппинах
Занимаясь поисками альтернативных торговых маршрутов в Азию, голландцы достигли Филиппин и попытались занять доминирующее положение в торговле в Юго-Восточной Азии. Будучи в состоянии войны с Испанией, они стали активно заниматься каперством в местных водах. В частности, голландские каперы регулярно беспокоили берега Манильского залива и его окрестности, охотясь на сампаны и джонки из Китая и Японии.
Первую голландскую экспедицию к Филиппинам возглавил Оливье ван Ноорт. 14 декабря 1600 года эскадра ван Норта сразилась с испанским флотом Антонио де Морги близ острова Фортуна, где флагман де Морги Сан-Диего затонул. Ван Ноорту удалось вернуться в Голландию, став, таким образом, первым голландцем, обогнувшим мир.
Другой голландский флот из четырёх кораблей под командованием Франсуа де Виттерта попытался атаковать Манилу в 1609 году, но атака была отбита испанским генерал-губернатором Хуаном де Сильвой, который предпринял контратаку и разбил голландцев у Плайя-Хонда, а Виттерт был убит.
В октябре 1616 года голландский флот из 10 галеонов под командованием Йориса ван Шпильбергена блокировал вход в Манильский залив. Испанская армада из семи галеонов во главе с Хуаном Ронкильо вступила в бой с флотом Шпильбергена у Плайя-Хонда в апреле 1617 года. Флагман Шпильбергена Солнце Голландии затонул, а голландцы вновь были отбиты.
С 1640 по 1641 год голландский флот из трех кораблей, дислоцированных вблизи Эмброкадеро-де-Сан-Бернардино, регулярно атаковал галеоны, шедшие из Акапулько (Мексика). Эти галеоны, однако, вскоре изменили маршрут следования, пользуясь системой огневых сигналов в проливе Сан-Бернардино, разработанной иезуитским священником Франсиско Колином.

### Голландские планы вторжения

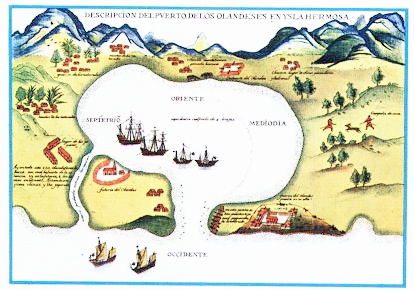
Голландская гавань на Тайване, литография 1623 года.

После первых неудач голландцы бросили большие силы на захват Филиппин. С того времени, как голландцы завоевали Формозу в 1642 году и вытеснили испанцев с острова, они стали готовить захват Манилы, рассчитывая, что испанцы ослаблены Тридцатилетней войной в Европе.
Хуан де лос Анхелес, священник-доминиканец, находившийся на Формозе в качестве заложника, позже описал в своих воспоминаниях, что голландцы «не могут говорить между собой ни о чём другом, кроме как о том, как они получат Манилу», и что «они настоятельно просят прислать больше солдат из Голландии с целью нападения на Манилу». В своем отчете доминиканец также описал грозную силу голландцев, дислоцированных в портах Джакарты в Индонезии и на Формозе:
Сила, которой голландские враги обладают в этих регионах, больше, чем мы могли себе представить. Согласно тому, что я сам видел, голландцы имеют здесь более чем сто пятьдесят кораблей, и они хорошо укомплектованы моряками, солдатами, артиллерией и другими необходимыми принадлежностями.

### Положение дел на Филиппинах
Филиппины на тот момент уже находились в тяжелом состоянии.
- Между 1633 и 1640 годами на островах произошла серия извержений вулканов. Нехватка продовольствия в то же время парализовала города[4].
- Войны против мусульман острова Минданао во главе с султаном Кударатом в 1635 году и несколько восстаний истощили острова[5].
- Многочисленные нападения каперов на суда, приходившие из Новой Испании, вредили торговому пути Манила-Акапулько и ослабляли морскую силу Манилы.
- После захвата Формозы голландцы начали посылать эскадры судов в пролив Сан-Бернардино на перехват испанским кораблям, шедшим из Европы для укрепления Манилы, а также стали грабить на побережье провинции Пангасинан торговые суда, приходившие из Китая.

Новый Испанский генерал-губернатор Диего Фахардо Чакон прибыл на Филиппины в конце июня 1644 года вместе с андалузским капитаном Себастьяном Лопесом. Фахардо констатировал дефицит военно-морской силы на островах, после чего послал два галеона — «Энкарнасьон» и «Росарио» — в Новую Испанию для приобретения ресурсов.

### Катастрофические события 1645 года
В июле 1645 года «Энкарнасьон» и «Росарио» под командованием басконского капитана Лоренцо де Угальде де Орельяна прибыли из Мексики в порт залива Леймон с товарами для пополнения иссякших ресурсов. На борту в одном из двух галеонов был манильский архиепископ Фернандо Монтеро де Эспиноса. Он проделал путь в Новую Испанию и обратно, но на пути в Манилу скончался от геморрагической лихорадки. Граждане Манилы, остро нуждавшиеся в религиозном лидере для укрепления веры в суровые времена, горько оплакивали смерть архиепископа.
30 ноября 1645 года во время праздника Святого Апостола Андрея сильное землетрясение разрушило около 150 зданий в Маниле и её окрестностях, погибло бесчисленное количество граждан. Пять дней спустя, 5 декабря, ещё одно землетрясение потрясло город. Хотя никто не погиб, многие из поврежденных при первом землетрясении конструкций рухнули.
Последствия землетрясения затронули и другие провинции острова. Деревни туземцев были разрушены, их хижины, построенные из бамбука и пальмовых листьев, уничтожены. Огромные трещины появились на полях. Реки оказались переполнены и затопили города и села.

## Полномасштабная атака 1646 года

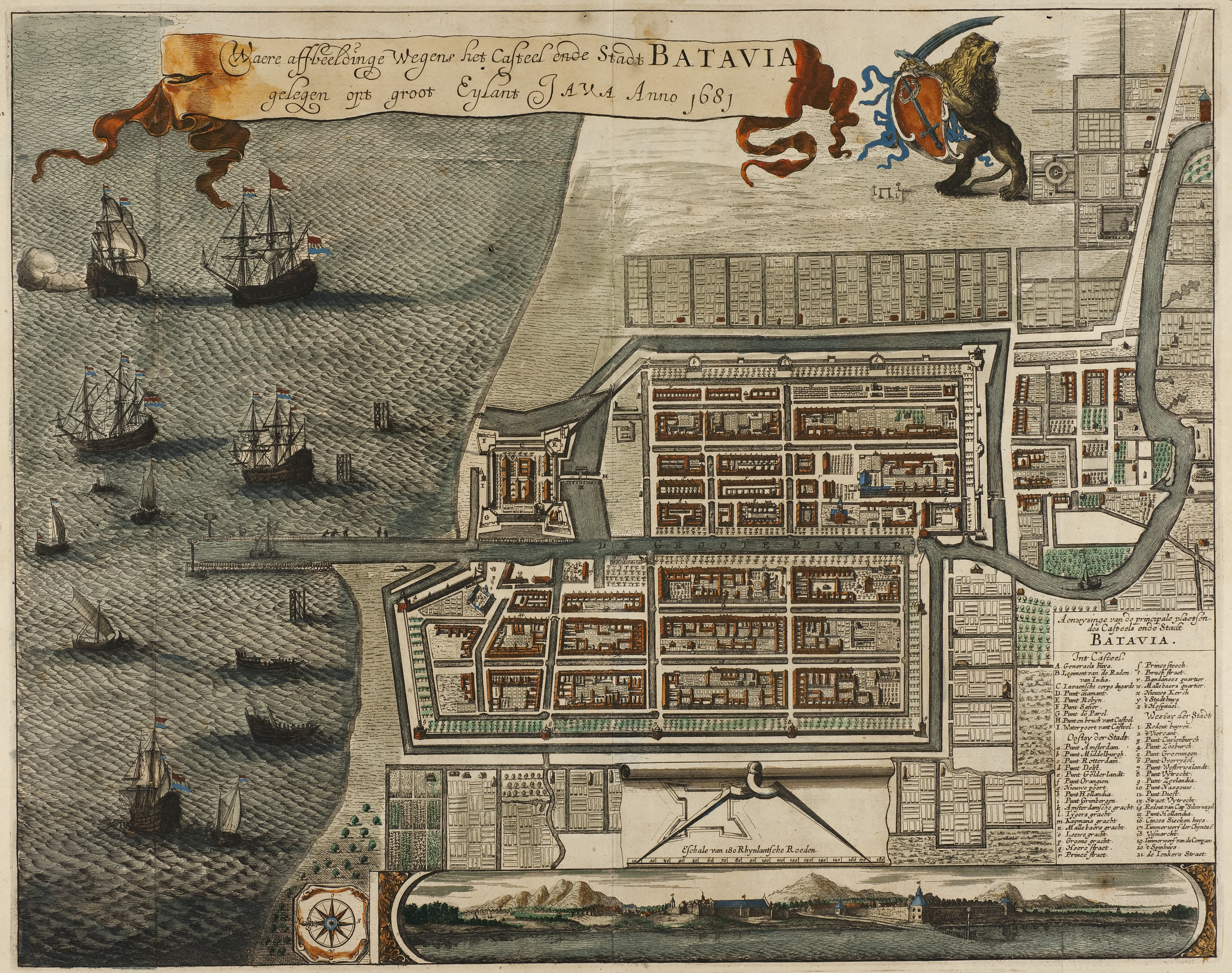
Вид Батавии в XVII веке.

На большом совете в Батавии голландцы решили начать полномасштабную атаку на Филиппины. Голландцы снарядили 18 судов под командованием Маартена Герритсена Де Фриза и разделили их на три эскадры:

### Голландские силы
Первая эскадра

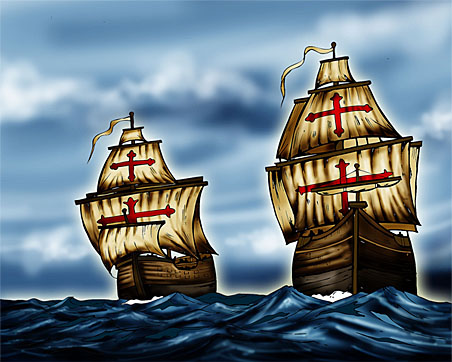
Энкарнасьон и Росарио, современная реконструкция

- Численность: 5 кораблей (4 военных и одна небольшая лодка чо)[1][9]
- Пункт назначения: провинция Пангасинан[1]
- Цель: поднять туземцев против испанцев и захватить прибрежные лодки и баржи из Китая[1]

Вторая эскадра
- Численность: 7 кораблей (5 военных и 2 брандера), 16 баркасов, 800 солдат, артиллерия[9]
- Пункт назначения: полуостров Замбоанга[1], а затем пролив Сан-Бернардино
- Цель:. перехватывать суда, приходящие из Мексики, которые ежегодно везли в Манилу значительную сумму денег на содержание испанского гарнизона[1]

Третья эскадра
- Численность: 6 судов, артиллерия[1]
- Пункт назначения: Манила (в качестве подкрепления для первых двух эскадр)[4]
- Цель: перекрыть пути подхода возможных подкреплений к испанцам[4]

После муссона три эскадры должны были объединиться для нападения на Манилу.

### Испано-филиппинские силы
Новости о прибытии Первой голландской эскадры к берегам провинции Пангасинан достигли Манилы 1 февраля 1646 года. Голландцы попытались привлечь на свою сторону местных жителей, обещая им полную независимость и отмену налогов. Но когда туземцы не поверили им, голландские каперы разграбили их дома. Прибытие испанских солдат в те места заставило голландцев вновь отступить на свои корабли.
Для обсуждения плана действий губернатор Фахардо созвал военный совет. Манила была довольно слабо укреплена и могла рассчитывать лишь на защиту со стороны двух старых и почти сгнивших манильских галеонов — 800-тонного «Энкарнасьон» и 700-тонного «Росарио». Фахардо распорядился, чтобы оба галеона были укомплектованы следующим образом:
|            | Энкарнасьон                                                 | Росарио                                                     |
| ---------- | ----------------------------------------------------------- | ----------------------------------------------------------- |
| Статус     | Capitana (флагман)                                          | Almiranta (адмиральский корабль)                            |
| Артиллерия | 34 бронзовых пушки (калибры: 18, 25 и 30)                   | 30 пушек (калибры те же)                                    |
| Экипаж     | 200 человек (100 мушкетеров; 40 моряков,; 60 артиллеристов) | 200 человек (100 мушкетеров; 40 моряков,; 60 артиллеристов) |

Фахардо назначил Лоренцо Угальде де Орельяну командующим испанским флотом и капитаном флагмана «Энкарнасьон», а Себастьяна Лопеса — адмиралом и капитаном «Росарио».
Четыре отряда пехотинцев возглавили капитаны Хуан Энрикес де Миранда, Гаспар Кардосо, Хуан Мартинес Капель и Габриэль Ниньо де Гузман.

## Сражения

### Первый бой
Прибыв к берегам провинции Маривелес, испанцы не обнаружили голландской эскадры, несмотря на доклады наблюдателей, дислоцированных в Маривелесе.
Тогда испанский флот отправился к Болинао (провинция Пангасинан). Здесь 15 марта около 9:00 утра испанцы обнаружили один вражеский корабль на вёслах, но он стремительно скрылся из поля зрения. Примерно в 13:00 голландская галера привела с собой четыре голландских корабля. Два флота сблизились и завязали стрельбу между двумя и тремя часами дня.
Первый залп пришел с голландского флагмана, но он не достиг цели. Энкарнасьон ответил двумя залпами. Голландцы сконцентрировали огонь по менее крупному Росарио, но испанцы ответили на это своим массированным огнём. Одновременно Энкарнасьон обстреливал корабли противника, нанеся им серьёзный ущерб и тем самым вынуждая голландцев выйти из боя.
Бой продолжался в течение пяти часов. Около 7:00 вечера четыре голландских корабля отступили в темноте. Голландский адмиральский корабль почти затонул, но сумел уйти под покровом ночи. Испано-филиппинский флот гнал голландцев до мыса Бохеадор на северной оконечности острова Лусон, где противник скрылся в темноте.
Испанский флот получил лишь незначительные повреждения. Никто из солдат и матросов не погиб и лишь немногие были ранены.
Два судна остались в порту Болинао для небольшого ремонта. Орельяна отправил письмо губернатору Фахардо об своей первой победе, получив в ответ приказ сопроводить и обеспечить безопасность торгового галеона Сан-Луис, который должен был прибыть в пролив Сан-Бернардино 21 июля. Галеон, груженный товарами из Мексики, мог стать основной мишенью из голландских каперов.

### Морская блокада острова Тикао
В середине апреля Вторая голландская эскадра вошла в филиппинские воды. Голландцы сначала направились к Холо, намереваясь напасть там на испанский гарнизон, но, увидев укрепления Холо, отказались от этой идеи. Тогда голландский флот подступил к другой испанской крепости в Замбоанга. Учитывая сильное сопротивление гарнизона, каперы высадились в кальдере непосредственно рядом с фортом, но были отброшены на свои корабли отрядом капитана Педро Дурана де Монфорте из 30 испанцев и двух рот филиппинцев, нанёсших серьёзный урон противнику.
Новости о голландской атаке на Замбоанга достигли испанского флота, который 1 июня зашёл в порт Сан-Хасинто на острове Тикао (длинной и узкой полосе земли, лежащей между проливом Сан-Бернардино и проливом Тикао). Гавань порта была узкой, так что два галеона могли войти или выйти из неё только один за другим.
Голландская эскадра, оставив Замбоанга, выдвинулась в пролив Сан-Бернардино, чтобы согласно приказу из Батавии захватывать суда, следовавшие из Мексики на Филиппины. 22 июня семь голландских военных кораблей и 16 баркасов были замечены часовым на подходе к острову Тикао. На следующий день голландцы обнаружили Энкарнасьон и Росарио пришвартованными у входа в порт Сан-Хасинто. Голландцы решили создать военно-морскую блокаду, чтобы предотвратить выход галеонов из порта.
После военного совета испанцы решили, что галеоны не должны вступать в бой, чтобы сберечь боеприпасы до прибытия Сан-Луиса, который им было предписано защитить любой ценой. Орельяна приказал капитану Агустину де Кепеде и его адъютанту Гаспару Кардосо вместе с 150 пехотинцами занять холм недалеко от входа в гавань, который мог стать местом высадки голландского десанта. В 10:00 23 июня четыре тяжёлых вооружённых катера голландцев приблизились к холму, но были отброшены испанскими и филиппинскими войсками.
Будучи не в состоянии занять холм, голландцы отправили 10 баркасов для атаки испанских галеонов, рассчитывая, что испанцы растратят боеприпасы до прихода Сан-Луис. Эта стратегия также не удалась.
Противостояние между испанским и голландским флотами продолжалось в течение 31 дня, пока и те и другие ждали Сан-Луис. К 24 июля, однако, не было никаких признаков подхода галеона. Антонио Камб, командир Второй голландской эскадры, предположил, что он уже вошел в один из портов где-то на островах. Тогда голландцы решили снять осаду и, наконец, взяли курс на Манилу.

### Второй бой
На рассвете 25 июля (в праздник Св. Иакова Великого, покровителя Испании) испанский флот из двух галеонов покинул порт Тикао. Когда солнце взошло, они увидели, как голландцы взяли курс на Манилу. Энкарнасьон и Росарио, не теряя времени, начали преследование врага, зная, что Манила беззащитна — вся артиллерия городских укреплений была перегружена на галеоны.
Испанцы догнали семь голландских военных кораблей между островами Бентона и Мариндуке 28 июля 1646 года, хотя никаких собственно боёв за этим не последовало. На Энкарнасьоне был отслужен молебен с мольбой к Богородице, чтобы в предстоящем сражении никто не погиб. До начала битвы Орельяна и Лопес также публично дали свои обеты Богородице, что если они выйдут победителем из боя против голландцев, они устроят празднества в её честь и будут ходить босиком в знак благодарения.
Вторая битва (которая, согласно хроникам, стала самой кровавой) началась 29 июля в окрестностях города в 7:00 вечера. Семь голландских кораблей окружили Энкарнасьон. Одинокий испанский флагман обменивался залпами с голландцами, а Росарио был вне досягаемости голландской артиллерии, что позволяло ему беспрепятственно бомбардировать корабли противника.
В какой-то момент Энкарнасьон сошелся борт к борту с голландским адмиральским кораблем. Чтобы не допустить абордажа, испанские моряки немедленно бросились срезать абордажные веревки и крюки.
Голландцы пытались взорвать Энкарнасьон, отправив к нему один из брандеров, но попытка была отбита точными залпами артиллерии с испанского флагмана. Благодаря огню с Росарио брандер загорелся до подхода к флагману, его экипаж погиб.
Бой длился до рассвета, и голландцы отступили. Один матрос с сгоревшего брандера был взят в плен. На Энкарнасьоне действительно обошлось без погибших, Росарио потерял пять человек.

### Третий бой
На следующий день испано-филиппинский флот преследовал врага, который теперь имел только шесть судов, включая оставшийся брандер. Голландцы были загнаны в угол 31 июля 1646 года около 14:00 между островами Миндоро и Маэстре-де-Кампо (в 20 км к юго-востоку от Миндоро), где состоялся третий бой.
Голландцы сосредоточили свой огонь на Росарио, рассчитывая вывести его из боя, но были встречены градом пушечных выстрелов. В отчаянии голландцы отправили в бой свой брандер, вооруженный 30 пушками, но без паруса, и оставшиеся баркасы. Тогда Орельяна приказал канонирам по правому борту своего корабля стрелять по брандеру. В итоге брандер получил серьёзные повреждения и затонул, так и не достигнув борта Росарио.
Бой продолжался до 6:00 вечера. Голландцы вновь бежали в темноте, их флагман был серьезно повреждён. Триумф испанцев был полным, они публично заявили, что это было победа Богоматери, и Орельяна «пал на колени перед образом Богоматери и публично благодарил её за победу».
Узнав о третьей победе, губернатор Фахардо приказал испанскому флоту вернуться в порт Кавите для отдыха и ремонта. После шестимесячного плавания флот достиг Кавите в конце августа. Сразу после высадки на берег испанцы во главе с генералом Орельяной прошли босыми в церковь Санто-Доминго в Маниле, выполняя обет.
Генерал Орельяна ушёл со службы и был награждён генерал-губернатором щедрым земельным наделом, другие офицеры были повышены в звании.

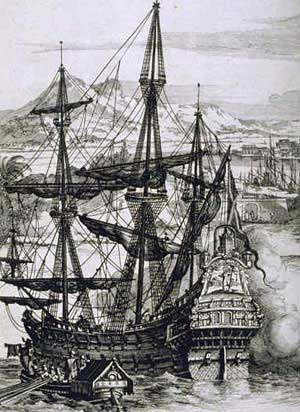
Образец манильского галеона

### Четвёртый бой
После трех последовательных побед над голландцами испанские власти в Маниле решили, что враг уже оставил свой план вторжения, и это позволило торговому галеону Сан-Диего пройти пролив Сан-Бернардино без судов сопровождения. Испанцы не знали, что первые три из шести кораблей, составлявших Третью голландскую эскадру, уже вошли в филиппинские воды в сентябре того же года, чтобы присоединиться к двум другим эскадрам, уже потрепанным в боях с испанцами.
Генерал Кристобаль Маркес де Валенсуэла, командир Сан-Диего, с удивлением обнаружил три голландских корабля вблизи острова Фортуна. Видя, что Сан-Диего не был военным кораблем, голландские каперы ринулись в атаку. Сан-Диего едва избежал абордажа и смог отступить к Маривелесу. Войдя в Манильский залив, галеон отправился к порту Кавите, чтобы сообщить генерал-губернатору о присутствии голландцев.
Губернатор Фахардо сразу приказал командиру пехоты Мануэлю Эстасио де Венегасу сформировать новую испанскую армаду, теперь уже из трех галеонов (Энкарнасьон, Росарио и Сан-Диего, который был переоборудован в военный корабль), галеры и четырёх бригантин.
С уходом на пенсию генерала Орельяны Себастьян Лопес (бывший адмирал и капитан Росарио) был повышен до главнокомандующего всей армады. Его преемником в качестве адмирала и командира Росарио стал Агустин де Кепеда. Адмирал Франсиско де Эстейвар взял командование над солдатами и артиллерией. Четыре бригантины, служившие конвоем для галеры, находились под командованием капитанов Хуана де Вальдеррамы, Хуана Мартинеса Капеля, Габриэля Ниньо де Гузмана и Франсиско де Варгас Мачуки.
16 сентября 1646 года испанская армада отплыла в сторону острова Фортуны, где были замечены голландцы, но никого там не обнаружила. Пройдя дальше в сторону Миндоро, испанцы, наконец, увидели голландские паруса между островами Амбил и Лубанг.
Четвёртый бой начался около 16:00. Ветер был против испанской армады, поэтому она с трудом сблизилась с врагом. Два флота были настолько далеки друг от друга, что бомбардировка проводилась с дальней дистанции в течение пяти часов.
Около 21:00 Росарио, дрейфуя, оказался в окружении трех голландских кораблей. Энкарнасьон с трудом приближался к Росарио, и в течение четырёх часов одинокий адмиральский корабль яростно сражался против трех противников, заставив голландских каперов отступить и укрыться среди отмелей у мыса Калавите.

### Пятый бой
Финальная битва состоялась 4 октября 1646 года, в праздник святого Франциска Ассизского. Узнав, что недавно перестроенный Сан-Диего имеет некоторые дефекты, не позволявшие ему продолжить путешествие в Мексику, Себастьян Лопес решил привести галеон к Маривелесу и ждать решения губернатора Фахардо по этому вопросу.
Сан-Диего был пришвартован у Маривелеса (вместе с галерой и четырьмя бригантинами), Энкарнасьон охранял его на расстоянии, бросив якорь у входа в Манильский залив. Росарио в свою очередь из-за неблагоприятных течений оказался довольно далеко от флота.
Видя, что три испанских галеона были далеко друг от друга, три голландских корабля решились атаковать ещё раз. Голландские корабли, согласно хроникам, были огромного размера и хорошо вооружены. Их флагман имел 40 пушек по бортам, не считая тех, что были установлены на носу и на корме. Адмиральский корабль был поменьше. Третье судно, вероятно, было брандером.
Генерал Лопес решил сняться с якоря и следовать к Росарио, оставив Сан-Диего без защиты. Голландцы очень близко подошли к Энкарнасьон. Лопес развернул паруса и вступил в бой с голландцами. Яростная перестрелка продолжалась в течение четырёх часов. Энкарнасьон нанес тяжелые повреждения противнику, заставив голландцев вновь отступить.
Энкарнасьон и галера начали преследование врага, но к ночи голландцам удалось оторваться. Испанцы потеряли в бою лишь четверых матросов на Энкарнасьон.

## Последствия
Победоносная армада снова вернулась в Манилу, чтобы выполнить свой обет и пройти босиком в храм Богоматери в Санто-Доминго.
20 января 1647 года победу праздновали торжественной процессией, богослужением и парадом испанской эскадры в честь Богородицы. После этого город Манила, после созыва совета, дал новый обет праздновать морские победы 1646 года каждый год.

## Память
6 апреля 1647 года брат Диего Родригес, глава ордена доминиканцев на Филиппинах, должным образом просил викария епархии Манилы объявить, что победы, достигнутые в 1646 году, были результатом чудесного заступничества Богородицы. Городской совет принял во внимание следующие три обстоятельства:
- испанцы потеряли всего лишь пятнадцать солдат;
- два испанских галеона были уже очень старыми и не в состоянии бороться с врагом;
- солдаты накануне боев истово молились Богородице.

В итоге 9 апреля 1652 года победы 1646 года были объявлены архиепархией Манилы чудом.